# Битва на річці Црна (1916)
Битва на Црні — це бій між болгарською армією та арміями Антанти, який відбувся протягом жовтня-листопада 1916 року на Південному фронті під час Першої світової війни.

## Хід бою
У серпні 1916 року Болгарська армія проводить наступальну Лерінську операцію. Після її зриву сили Антанти переходять у контрнаступ. Вони захоплюють Каймакчалан 2 жовтня і продовжують до Бітоли. 18 жовтня вони перетинають річку Црну біля села Брод і підсилюють її на лівому березі. Перша болгарська армія робить контратаку, але вона провалюється. 23 жовтня вогонь супротивника досягає великих масштабів. Французи діють у кенійському полі. Протягом тижня противники Болгарії атакуються кілька разів, але не досягають успіху. Напади Сербії на Чорну пов'язку також були відхилені.
У кожному невдалому нападі артилерія Антанти посилює вогонь. Втрати зростають усе більше, оскільки батареї доводиться економити ракети, що пригнічує болгар і вбиває їх мораль. 7 листопада Артилерія Антанти починає найсильніший наступ проти пожежної бригади 3/8, яка утримувала позицію між Крапе та Пологом. Через три дні втрати бригади поступово збільшувались, і 10 листопада вона, не піддаючись нападу, покинула своє розташування, негайно окуповане сербами. Після нових боїв 17 та 18 листопада болгарські війська 19 листопада були змушені залишити Бітолу і втратити 5 кілометрів позицій на північ від міста на лінії Пелістер — висота 1248 — висота 1050.